# Menesida flavipennis
Menesida flavipennis là một loài bọ cánh cứng trong họ Cerambycidae.